# Parque nacional de Abijatta-Shalla
El Parque nacional de Abijatta-Shalla es uno de los Parques Nacionales de Etiopía. Situado en la región de Oromia 200 kilómetros al sur de Addis Abeba al este de la carretera de Ziway - Shashamane, Posee 887 kilómetros cuadrados, incluyendo los lagos del Valle del Rift de Abijatta y Shalla. Los dos lagos están separados por tres kilómetros de tierra montañosa. La altitud del parque va desde 1540 a 2075 metros, el pico más alto es el Monte Fike, que está situado entre los dos lagos.
Además de los dos lagos, la principal atracción de este parque nacional son una serie de manantiales de agua caliente en la esquina noreste del lago Abijatta, y un gran número de flamencos en el lago.
Los lagos están amenazados por el bombeo excesivo e incontrolado de agua. Algunas empresas también son sospechosas de verter contaminantes, lo que lleva a una disminución del número de peces.